# Johann Christian Lünig
Johann Christian Lünig est un historien et publiciste allemand, né à Schwalenberg (Lippe) en 1662, mort en 1740.
Il parcourt l’Europe pour y recueillir des documents relatifs à l’histoire et au droit public du Saint-Empire. Après avoir été secrétaire d’un général qu’il accompagne dans les campagnes contre Louis XIV, il devient bailli à Eilenburg, puis greffier de la ville de Leipzig. 

## Œuvres
Lünig a publié un grand nombre de pièces diplomatiques relatives à l’histoire européenne. En outre, on a de lui des ouvrages juridiques très importants, plus remarquables, il est vrai, par l’érudition que par la critique. 
Nous citerons : 
- Archives de l’empire (1710-1722, 24 vol. in-fol.);
- Chancellerie de l’empire (1714, 18 vol. in-8°);
- Mémoires diplomatiques écrits en Europe (1715, 2 vol. in-fol.) ;
- Discours tenus par des princes et des ministres (1719, 12 vol. in-8°);
- Code diplomatique de l’Italie (1725-1732, 4 vol. in-fol.);
- Corps du droit féodal germanique (1727, 3 vol. in-fol.);
- Codex Germaniæ diplomaticus (1732, 2 vol, in-fol.), etc.

## Source
« Johann Christian Lünig », dans Pierre Larousse, Grand dictionnaire universel du XIXe siècle, Paris, Administration du grand dictionnaire universel, 15 vol., 1863-1890 [détail des éditions].